# Planalto da Borborema
Pour les articles homonymes, voir Borborema.
Le planalto da Borborema, ou serra da Borborema, est un haut plateau montagneux de l'intérieur  du Nordeste brésilien. Il s'étend sur environ 340 km du sud au nord, de l'État de l'Alagoas au Rio Grande do Norte en passant par le Pernambouc et la Paraíba. Son altitude moyenne varie autour de 400 m ; elle atteint 1 197 m au pico do Jabre (ou Sabre).